# Пераро (Падова)
Пераро је насеље у Италији у округу Падова, региону Венето.
Према процени из 2011. у насељу је живело 84 становника. Насеље се налази на надморској висини од 38 м.